# Anni Fønsby
Anni Katrine Brinch (tidl. Anni Fønsby, født 27. oktober 1972) er en tidligere fotomodel. Fra 2009 var hun en overgang gift med Erik Damgaard.
Brinch har tidligere optrådt som nøgenmodel og har været portrætteret i tidsskriftet Playboy og i tv-programmet "Erik og Anni goes to Hollywood" på Kanal 4. Hun har tidligere forsøgt sig som skuespiller, og spillede med i DR's successerie TAXA som bar-dame og Jimmy Jørgensens kæreste.
Hun har tidligere ejet skoforretningen Cavallier på Store Kongensgade i København, hvor hun efter egne oplysninger mødte Erik Damgaard. I februar 2009 giftede de sig på rådhuset. Hun har en datter fra et tidligere forhold. Sammen med Damgaard har hun i april 2010 fået datteren Victoria.

## Straffesagen
I 2005 blev hun idømt et års betinget fængsel for rufferi. Den 16. april 2009 blev hun anholdt sammen med Erik Damgaard og igen sigtet for rufferi.
Den 22. september 2010 blev Brinch og en veninde ved Retten i Odense idømt hhv. to års og halvandet års ubetinget fængsel for rufferi. Ifølge anklagen havde de tilsammen tjent "ikke under 7 millioner kroner på, at ikke under 100 kvinder har solgt sex fra syv adresser i landet." Herudover skulle Brinch selvstændigt have drevet et andet bordel i København med mindst 50 kvinder, der havde tjent ikke under 4,6 millioner kroner. Hun valgte straks at anke dommen til Østre Landsret. I landsretten blev straffen nedsat til halvandet års fængsel.

## Film
I 2013 medvirkede Anni Fønsby i bandet M:OT:U's musikalske kortfilm Space Riders. Heri har hun hovedrollen som "The Red Queen".